# Nur ein Diener
Nur ein Diener è un film muto del 1919 diretto da Erik Lund

## Produzione
Il film fu prodotto dalla Ring-Film GmbH (Berlin).

## Distribuzione
Uscì nelle sale cinematografiche tedesche con il visto di censura data luglio 1919 e fu presentato a Berlino nel novembre dello stesso anno.